# جانی براوو
جانی براوو (در انگلیسی: juny bravo) یک سری مجموعه انیمیشنی آمریکایی کمدی ایجاد شده توسط ون Frtibl است. این مجموعه برای شبکه کارتون نتورک در سال ۱۹۹۹–۱۹۹۷طراحی شده بود و بعد دوباره در سال ۲۰۰۰ تا ۲۰۰۴ سری جدید تری ساخته و پخش گردید. این یک سریال کمدی است برای نوجوانان و بزرگسال طراحی شده‌است. اما در برخی کشورها با سانسور برای کودکان نیز پخش گردید.